# 常盤 (鎌倉市)
常盤（ときわ）は神奈川県鎌倉市深沢地域にある大字。大仏切通の西部に位置する。住居表示未実施区域。常盤一族や政村流北条氏が居住した。（北条氏常盤亭跡）

## 地理・歴史
「常葉」とも記された。地名の由来は『新編鎌倉志』によると「常葉ノ松」といわれる常緑の松があったとされる。『吾妻鏡』によると初出は康元元年（1256年）である。8月20日に連署北条政村が設けた「常葉別業」「常葉第」に、将軍宗尊親王が赴く予定とし、予定通りに8月23日に赴いたという記載がなされている。弘長3年（1268年）2月8日「常盤御亭」で和歌の会があり、2月10日に和歌千首の披露があった。政村の系統は代々常盤に住み、政村流北条氏の他に常盤流北条氏と称していた。『金沢文庫古文書』にはしばしば「常葉寺」の名が現れるが、廃寺となり場所は不明。
鎌倉幕府滅亡後も御内人の曽我右衛門太郎入道に警固が命じられるなど、北条氏にゆかりの深い地域である。
江戸時代には天領となり、267石5斗4升5合の地であった。
皇国地誌によると明治12年（1879年）の戸数25、人口165人であった。明治22年（1889年）4月の町村制施行により、深沢村外十一ケ村連合から離脱し、梶原、上町屋、手広、寺分、笛田、山崎と合併して深沢村が誕生し、常盤はその大字となった。常盤は大仏切通西側の谷戸を中心とするが、鎌倉市西部（柏尾川近く）の低地まで西方向に細長く延びている（北側の梶原、南側の笛田も同様）。
昭和23年（1948年）1月，深沢村が鎌倉市と合併した際に鎌倉市の大字となる。

### 地価
住宅地の地価は、2023年（令和5年）1月1日の公示地価によれば、常盤字上耕地318番2の地点で14万3000円/m2、常盤字仲ノ坂937番168の地点で14万9000円/m2となっている。

## 世帯数と人口
2023年（令和5年）9月1日現在（鎌倉市発表）の世帯数と人口は以下の通りである。
| 大字 | 世帯数    | 人口    |
| ---- | --------- | ------- |
| 常盤 | 1,502世帯 | 3,358人 |

### 人口の変遷
国勢調査による人口の推移。
| 年                 | 人口  |
| ------------------ | ----- |
| 1995年（平成7年）  | 2,840 |
| 2000年（平成12年） | 3,078 |
| 2005年（平成17年） | 3,124 |
| 2010年（平成22年） | 3,376 |
| 2015年（平成27年） | 3,342 |
| 2020年（令和2年）  | 3,235 |

### 世帯数の変遷
国勢調査による世帯数の推移。
| 年                 | 世帯数 |
| ------------------ | ------ |
| 1995年（平成7年）  | 1,069  |
| 2000年（平成12年） | 1,163  |
| 2005年（平成17年） | 1,246  |
| 2010年（平成22年） | 1,357  |
| 2015年（平成27年） | 1,380  |
| 2020年（令和2年）  | 1,399  |

## 学区
市立小・中学校に通う場合、学区は以下の通りとなる（2017年7月時点）。
| 番地 | 小学校             | 中学校             |
| ---- | ------------------ | ------------------ |
| 全域 | 鎌倉市立深沢小学校 | 鎌倉市立深沢中学校 |

## 事業所
2021年（令和3年）現在の経済センサス調査による事業所数と従業員数は以下の通りである。
| 大字 | 事業所数  | 従業員数 |
| ---- | --------- | -------- |
| 常盤 | 170事業所 | 1,509人  |

### 事業者数の変遷
経済センサスによる事業所数の推移。
| 年                 | 事業者数 |
| ------------------ | -------- |
| 2016年（平成28年） | 191      |
| 2021年（令和3年）  | 170      |

### 従業員数の変遷
経済センサスによる従業員数の推移。
| 年                 | 従業員数 |
| ------------------ | -------- |
| 2016年（平成28年） | 1,708    |
| 2021年（令和3年）  | 1,509    |

## 最寄り駅
- 湘南モノレール江の島線
  - 湘南深沢駅

## 施設

### 寺社・旧跡
- 常盤亭跡（国史跡）
- 北条義政亭跡
- 円久寺
- 八雲神社
- 常盤山地蔵堂
- 一向堂跡

### その他
- 鎌倉市深沢行政センター
- 深沢郵便局
- グルメシティ 鎌倉店
- サンドラッグ 鎌倉常盤店

## その他

### 日本郵便
- 郵便番号 : 248-0022[3]（集配局 : 鎌倉郵便局[19]）。